# Diego Uriarte
Diego Uriarte Belzunegi (Barañain, 26 oktober 2001) is een Spaans wielrenner die in 2024 prof werd bij Equipo Kern Pharma.

## Carrière
In 2023 behaalde Uriarte, namens Equipo Finisher, meerdere overwinningen en ereplaatsen in het Spaanse amateurcircuit. Hij won onder meer het eindklassement in de Ronde van Madrid. Daarnaast nam hij deel aan de wegwedstrijd voor beloften op het Europese kampioenschap.
In 2024 werd Uriarte prof bij Equipo Kern Pharma. Zijn debuut voor de ploeg maakte hij op Mallorca, waar hij deelnam aan drie van de vijf manches van de Challenge Mallorca. In de Trofeo Palma, zijn derde race, maakte hij deel uit van de vroege vlucht.

## Palmares

### Overwinningen
2025
4e etappe Ruta del Sol

### Resultaten in voornaamste wedstrijden
|      | \| Jaar \| Clásica San Sebastián \| Parijs-Tours \| \| ---- \| --------------------- \| ------------ \| \| 2024 \| \| 65e \| \| 2025 \| opgave \| \| |              |
| Jaar | Clásica San Sebastián | Parijs-Tours |
| 2024 | | 65e          |
| 2025 | opgave |              |

## Ploegen
- 2024 –  Equipo Kern Pharma
- 2025 –  Equipo Kern Pharma

Agirre · H. Aznar · U. Aznar · Berrade · Brustenga · Castrillo · Cobo · Elosegui · Fernández · Galván · García Pierna · Gutiérrez · Iribar · Jaime · López · Marquez · Miquel · Parra · Retegi · Ruiz · Sánchez · Soto · Uriarte · van der Tuuk · Azanza (stagiair) · Carrascosa (stagiair) · Etxeberria (stagiair)